# Zweikirchen (Gemeinde Liebenfels)
Zweikirchen ist eine Ortschaft in der Gemeinde Liebenfels im Bezirk Sankt Veit an der Glan in Kärnten (Österreich). Die Ortschaft hat 188 Einwohner (Stand 1. Jänner 2024). Die Ortschaft liegt auf dem Gebiet der Katastralgemeinde Hardegg.

## Lage, Hofnamen
Die Ortschaft liegt im Südwesten des Bezirks Sankt Veit an der Glan an der Tentschacher Landesstraße L69. Das Dorf erstreckt sich vom Rohnsdorfer Bach im Süden bis zum Stranghof im Norden. Im Dorf werden folgende Hofnamen geführt: Stranghof (Nr. 1), Kogler (Nr. 2), Katzmannhube (Nr. 3), Bäckkeusche (Nr. 5), Veidl (Nr. 7), Kopper (Nr. 10), Schmid (Nr. 11), Rausch (Nr. 12), Schlosserkeusche (Nr. 13), Schneider (Nr. 16), Rakonig (Nr. 18), Raderkeusche (Nr. 20) und Kramer (Nr. 55).
Zur Ortschaft gehören außerdem zwei Höfe (Kreuth) östlich außerhalb des Dorfs an den Hängen des dem Ulrichsberg vorgelagerten Petersbichls: der Untere Greutler (Haus Nr. 21) und der nur von St. Peter am Bichl bzw. von Karnberg aus erreichbare Obere Greutler (Haus Nr. 22).

## Geschichte
Der Ort wird 1158 als Zwenchirchen erwähnt, der Name weist auf die Kirchenanlage Zweikirchen hin.
In der ersten Hälfte des 19. Jahrhunderts gehörte der Ort als Teil der Steuergemeinde Hardegg zum Steuerbezirk Hardegg. 1811 wurde eine Schule im Dorf gegründet. Bei Gründung der Ortsgemeinden im Zuge der Reformen nach der Revolution 1848/49 kam Zweikirchen an die Gemeinde Hardegg und war Hauptort dieser Gemeinde. 1958 kam der Ort an die Gemeinde Liebenfels, die damals durch die Fusion der Gemeinden Liemberg, Hardegg und Pulst entstand.

## Bevölkerungsentwicklung
Für die Ortschaft zählte man folgende Einwohnerzahlen:
- 1869: 22 Häuser, 147 Einwohner[4]
- 1880: 22 Häuser, 150 Einwohner[5]
- 1890: 22  Häuser, 147 Einwohner[6]
- 1900: 22  Häuser, 155 Einwohner[7]
- 1910: 22  Häuser, 154 Einwohner[8]
- 1923: 22 Häuser, 156 Einwohner[9]
- 1934: 178 Einwohner[10]
- 1961: 30  Häuser, 146 Einwohner; außerdem 1 unbewohntes Jagdhaus außerhalb des Dorfs[11]
- 2001: 54 Gebäude (davon 46 mit Hauptwohnsitz) mit 61 Wohnungen; 150 Einwohner und 3 Nebenwohnsitzfälle; 56 Haushalte; 6 Arbeitsstätten, 13 land- und forstwirtschaftliche Betriebe[12]
- 2011: 63 Gebäude, 155 Einwohner, 57 Haushalte, 8 Arbeitsstätten[13]
- 2021: 73 Gebäude, 179 Einwohner, 75 Haushalte, 14 Arbeitsstätten[14]

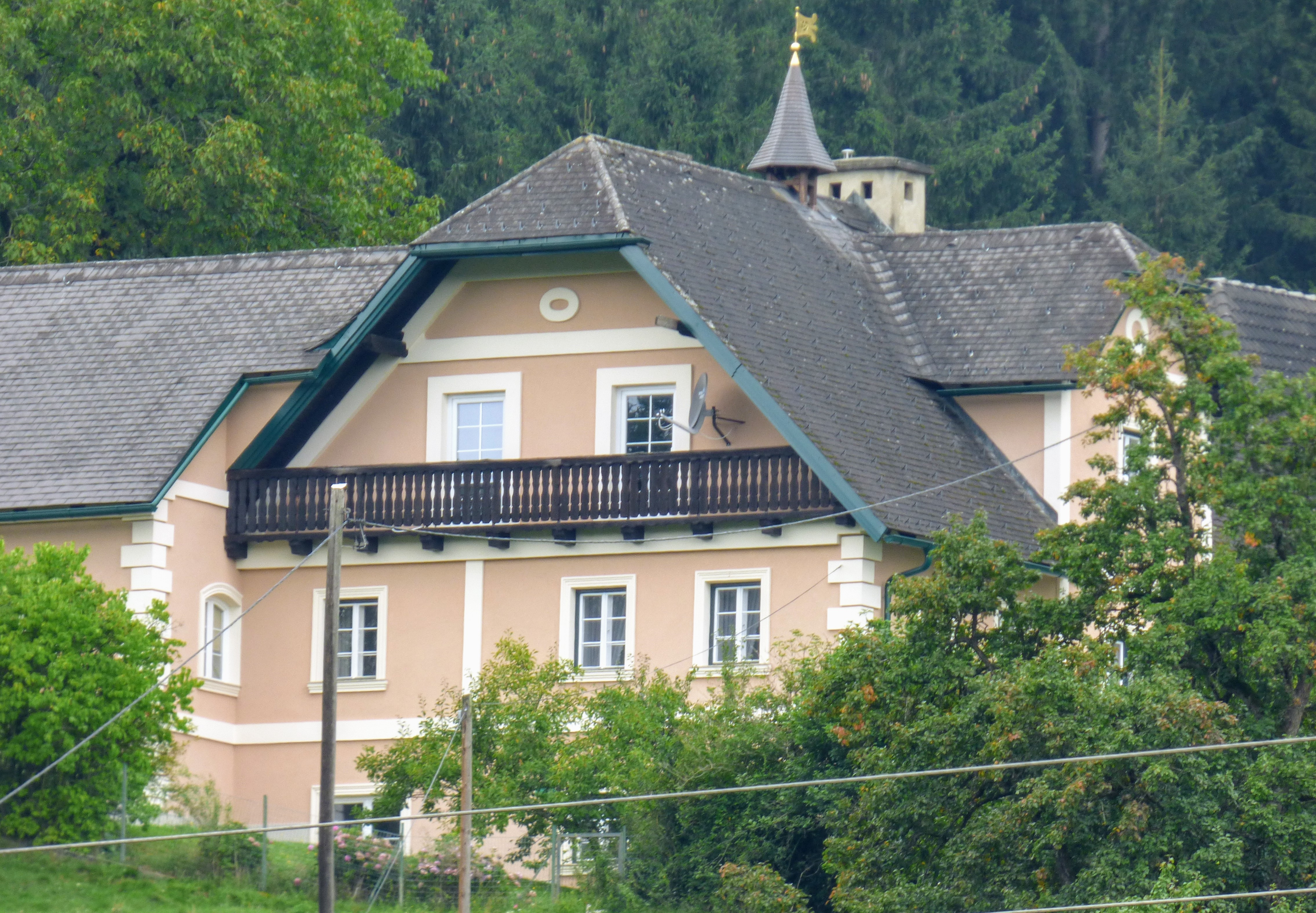
Stranghof, ehemaliger Meierhof der Burg Hardegg
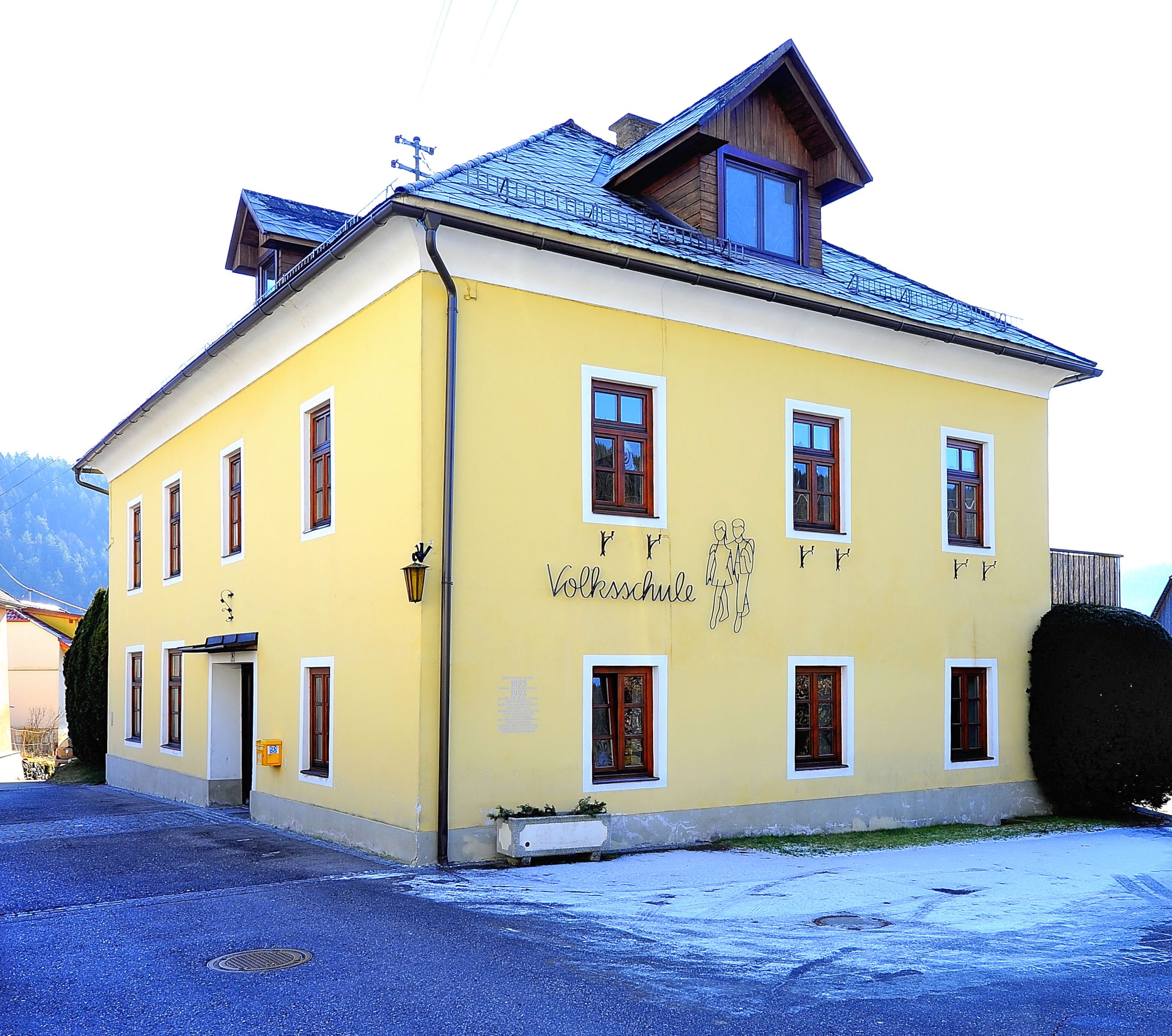
Volksschule
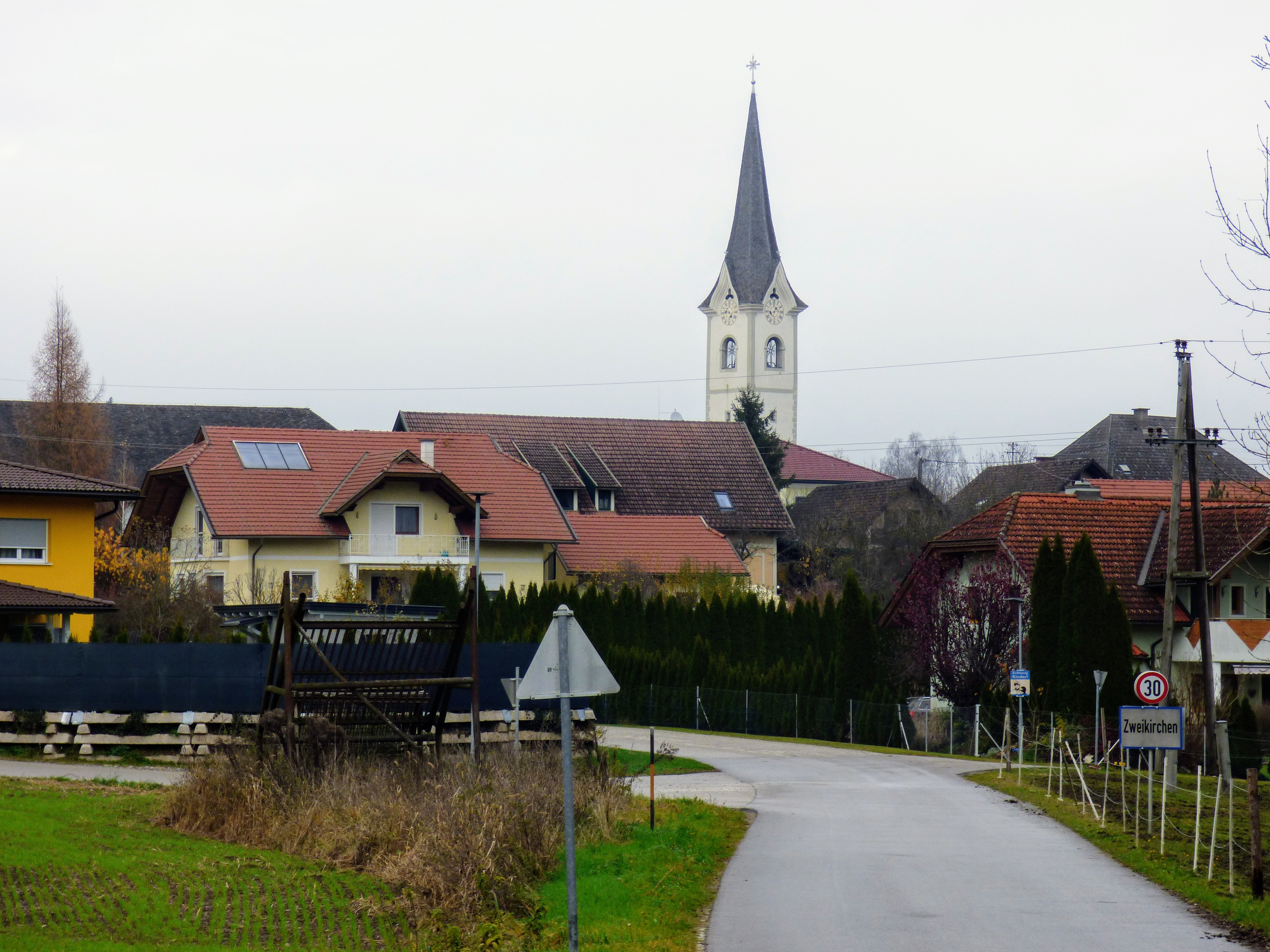
Südliche Ortseinfahrt
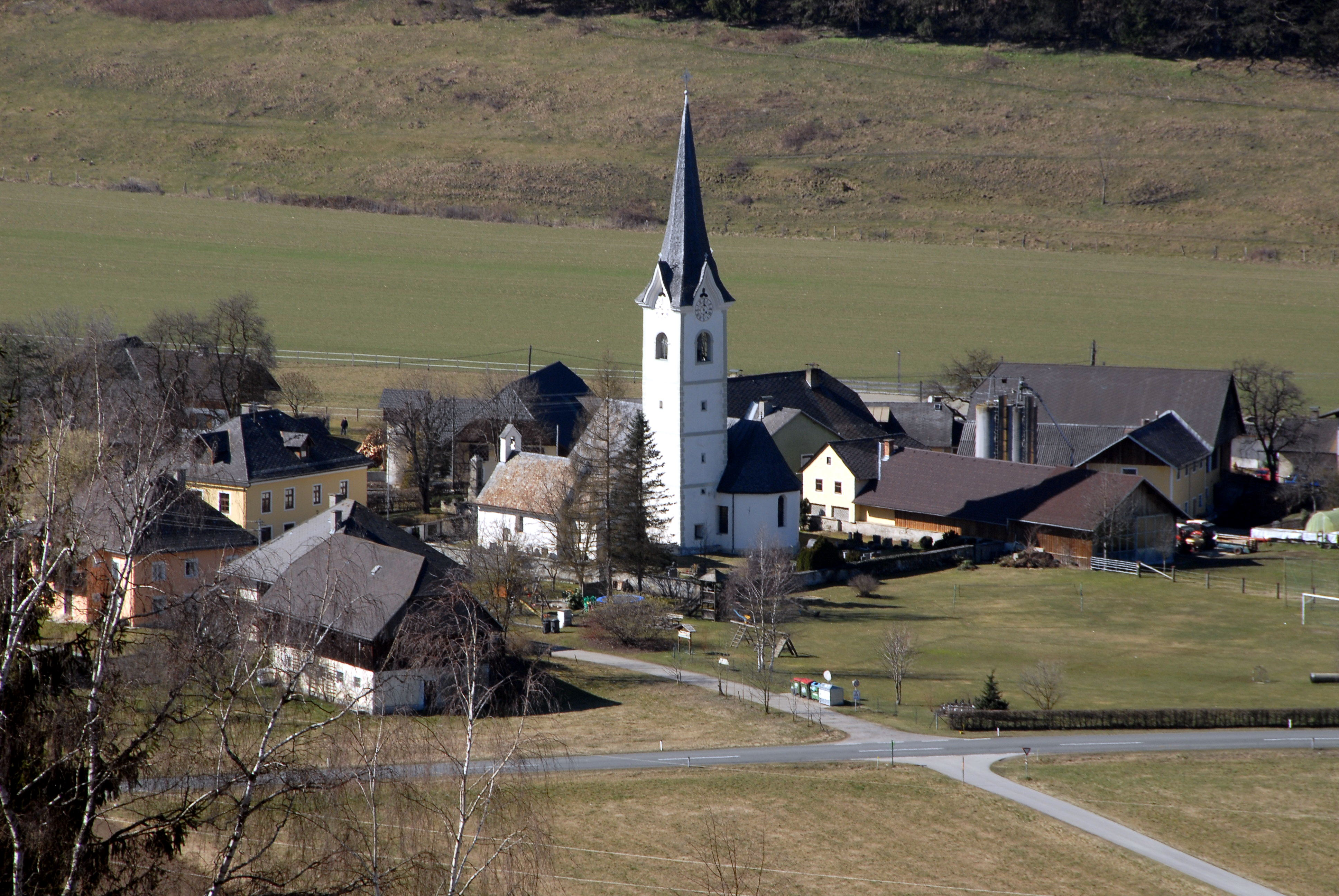
Kirchenanlage
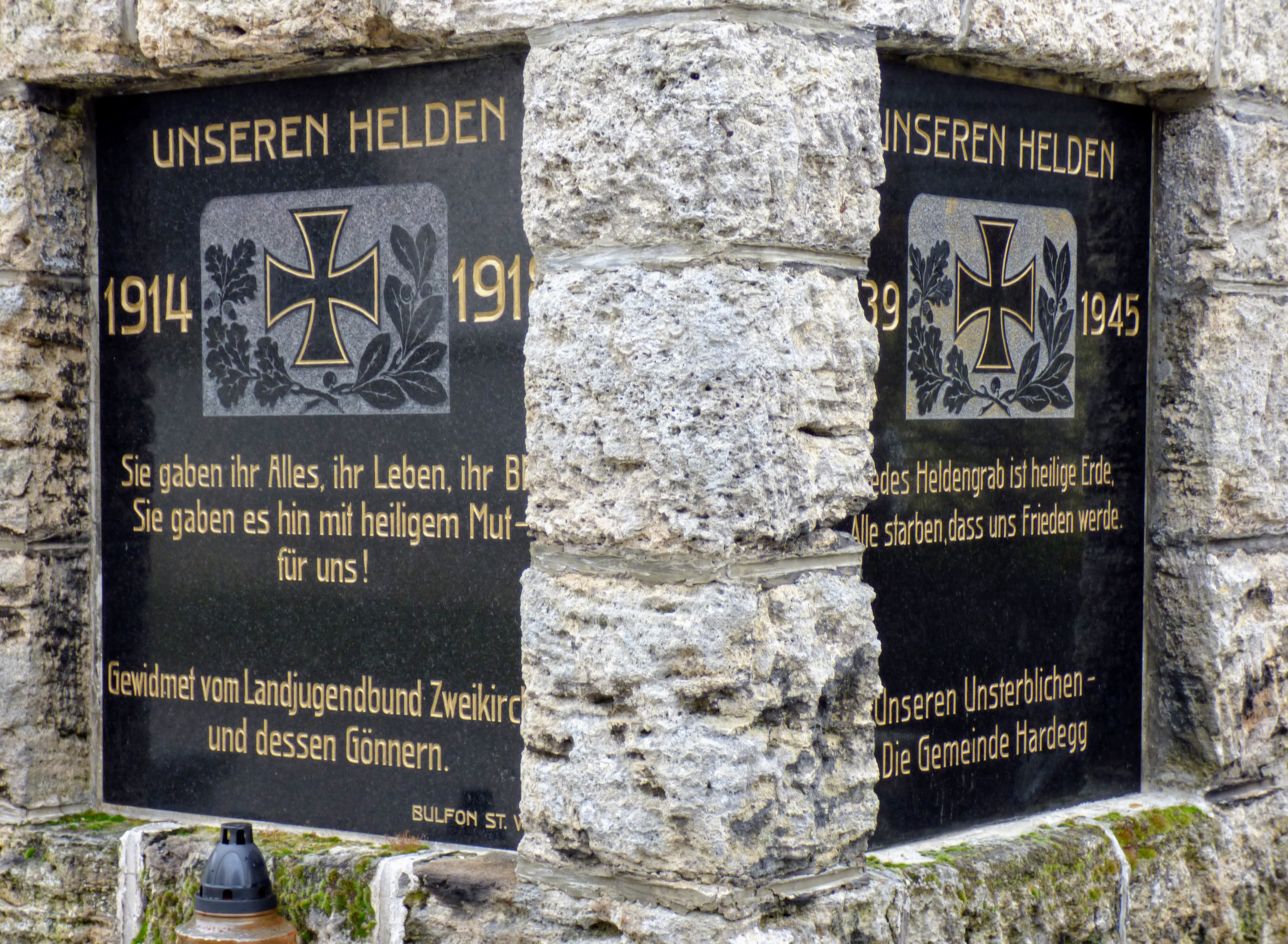
„Heldengrab“